# Баян (крейсер, 1908)
«Бая́н» — броненосный крейсер Российского императорского флота одноимённого типа, принимавший участие в Первой мировой войне. Назван в память о потопленном в Порт-Артуре крейсере.

## Проектирование и постройка
После поражения в Русско-Японской войне Российский императорский флот оказался без действующей и распланированной судостроительной программы. При этом флот остро нуждался в пополнении поредевшего корабельного состава.
10 ноября 1904 года управляющий Морским министерством принял решение о постройке в Санкт-Петербурге крейсеров «улучшенного типа „Баян“» по чертежам головного крейсера серии — «Адмирал Макаров». Его постройка осуществлялась французской фирмой «Forges et Chantiers», которая передавала техническую документацию для постройки в России двух других кораблей — «Баян» и «Паллада». Начало постройки крейсеров финансировалось кредитами, полученными Морским министерством для восполнения убыли корабельного состава Первой Тихоокеанской эскадры после начала войны и первых потерь флота.
«Баян» зачислен в списки судов Балтийского флота 15 апреля 1905 года, 15 августа 1905 года заложен на эллинге Нового адмиралтейства в Санкт-Петербурге. Спущен на воду 2 августа 1907 года и вступил в строй 1 июля 1911 года.
Крейсер отличался от первого «Баяна»; наиболее существенными отличиями были: переделка бронирования, возможность уборки боевых прожекторов в дневное время под защиту брони, расширение сети переговорных труб, установка специальных сальников для всех кабелей и проводов, проходящих через водонепроницаемые переборки, замена деревянных шкафов в хозяйственных помещениях на металлические и так далее.

## История службы
Во время Первой мировой войны «Баян» находился в составе 1-й бригады крейсеров Балтийского флота. С начала войны прикрывал минные постановки в Финском заливе. Впервые вступил в бой 4 (17) августа 1914 года совместно с крейсером «Адмирал Макаров» против лёгкого германского крейсера «Аугсбург» (по итогам боя за отсутствие инициативы командующий флотом Н. О. Эссен снял с должности командира крейсера «Адмирал Макаров» и всего отряда русских кораблей К. И. Степанова). 24 августа с крейсером «Паллада» участвовал в бою против превосходящего отряда германских кораблей, уклонившись маневрированием от их огня. В начале декабря 1914 года производил крейсерство в Ботническом заливе. Участвовал в Готландском морском бою 19 июня 1915 года, в котором получил своё первое попадание вражеского снаряда с крейсера «Роон», причинившего незначительные повреждения.
С конца 1916 по лето 1917 года производилось перевооружение корабля на заводе Русско-Балтийского судостроительного и механического акционерного общества в Ревеле (усилена артиллерия главных калибров и почти полностью снята малая артиллерия).
17 октября 1917 года в составе отряда («Баян», «Слава», «Гражданин») под брейд-вымпелом начальника морских сил Рижского залива контр-адмирала М. К. Бахирева участвовал в бою против отряда германских кораблей во время Моонзундской операции.
С мая 1918 года на консервации в порту Петрограда. Восемь демонтированных 152-мм орудий с крейсера были установлены на плавбатареях Онежской военной флотилии, принимавших участие в Гражданской войне.
Продан 1 июля 1922 года русско-германскому акционерному обществу «Деруметалл», осенью 1922 года отбуксирован в Германию и был разобран в Штеттине. Исключен из списков кораблей РККФ 25 ноября 1925 года.

## Командиры
- 02.10.1906 — 16.07.1907 — капитан 2-го ранга (с 06.12.1906 капитан 1-го ранга) А. А. Данилевский
- 16.07.1907 — 05.10.1909 — Ф. Н. Иванов
- 05.10.1909—22.11.1910 И. А. Шторре
- 11.11.1910—23.12.1913 А. Г. Бутаков
- 23.12.1913—15.07.1916 А. К. Вейс
- 15.07.1916—06.11.1917 С. Н. Тимирев
- 06.11.1917—хх.04.1918 А. О. Старк